# Georgismus

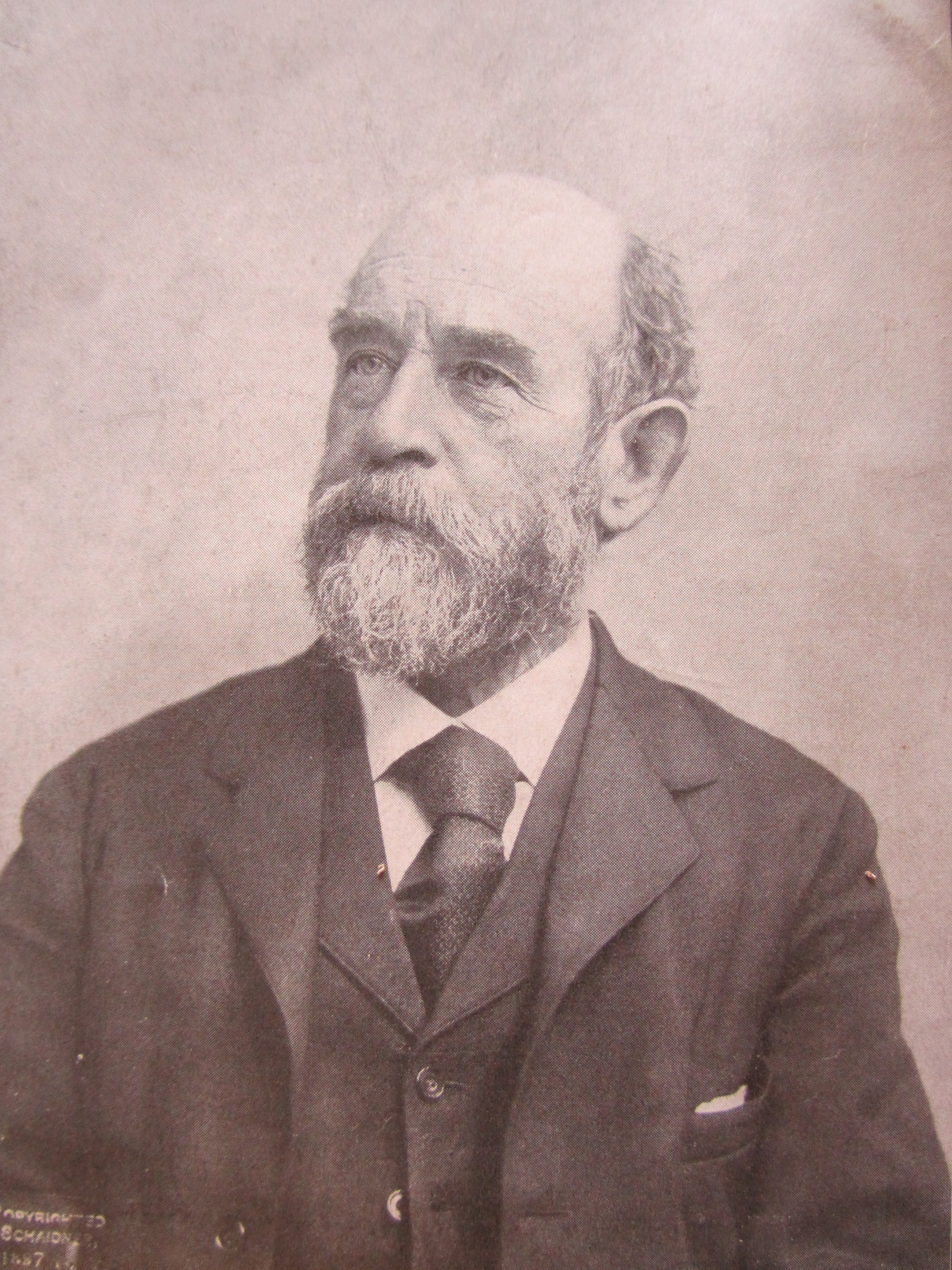
Henry George etwa in den 1890er Jahren

Der Georgismus oder auch die georgistische Philosophie und Bewegung (englisch Georgism, geoism, geonomics, georgist movement) ist eine nach dem US-amerikanischen Ökonomen Henry George benannte wirtschaftliche Philosophie, nach der Privatbesitz das Ergebnis menschlicher Arbeit und Schaffens ist, aber alle natürlichen Ressourcen – insbesondere Grund und Boden – der gesamten Menschheit gehören. Diese Philosophie ist eine der bekanntesten und einflussreichsten Grundlagen für die Landreformbewegung und hatte großen Einfluss auf zahlreiche Nationalökonomen.

## Theorie

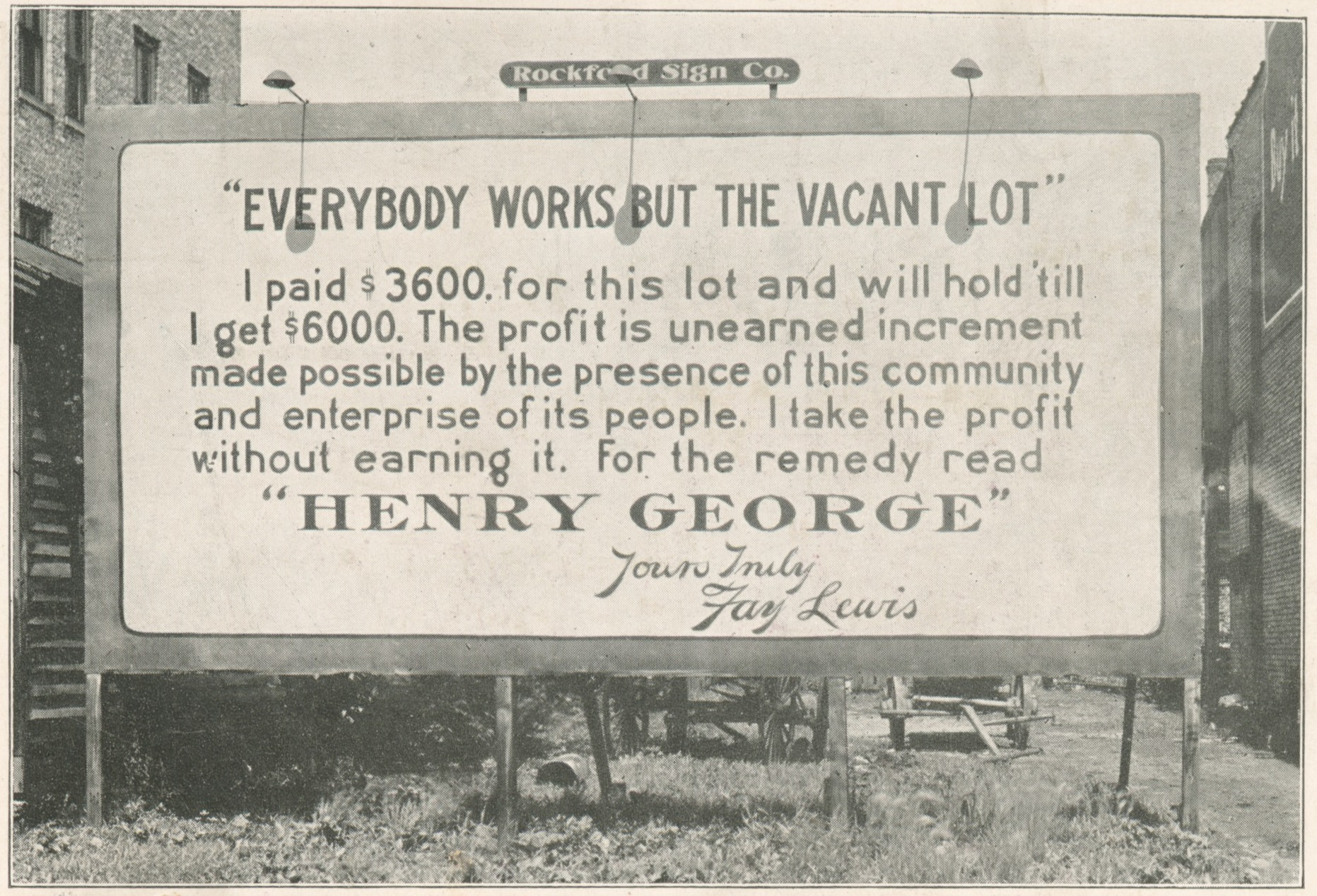

Die Ideen des Georgismus basieren historisch teilweise auf Ideen von Philosophen wie John Locke, John Stuart Mill, Thomas Paine und Adam Smith. Wesentlicher Vorläufer war die Grundrententheorie nach David Ricardo.
Der Georgismus wurde hauptsächlich durch Georges Buch Progress and Poverty aus dem Jahre 1879 bekannt, das zum Bestseller wurde und den Autor zu einem der bekanntesten Amerikaner seiner Zeit machte. Nach Henry George sei die Ursache aller sozialen Missstände und aller Wirtschaftskrisen die ungleiche Verteilung des Bodeneigentums. Die Produktionsfaktoren Arbeit und Kapital werden demnach vom Produktionsfaktor Boden ausgebeutet, da sie für die Produktion auf den Faktor Boden angewiesen seien und durch die Produktionssteigerung ein ständig steigender Betrag auf den Boden entfalle. Mit steigendem Landverbrauch in einer wachsenden Wirtschaft durch z. B. mehr Infrastruktureinrichtungen und technische Anlagen steige auch der Bodenpreis. Deshalb müsse immer mehr Pacht bzw. Miete an die Grundbesitzer bezahlt werden, was zu einer Umverteilung von Vermögen führe. Durch die steigenden Bodenpreise werde Land zu einem Spekulationsobjekt und auf Vorrat gekauft. Dadurch werde Land dem Produktionskreislauf entzogen, und es entstehen Spekulationsblasen, die irgendwann platzten und zur Wirtschaftskrise führten.
In der praktischen Umsetzung befürworten Georgisten ein System der freien Marktwirtschaft, bei der Besitzer von Land und natürlichen Ressourcen eine Abgabe an die Allgemeinheit zahlen sollen. Diese Abgabe wird in Form einer Bodenwertsteuer nur auf das natürliche, unveränderte Grundstück erhoben, ohne die Verbesserungen, die vom Besitzer durchgeführt wurden. Der natürliche Bodenwert wird durch die Lage und die Umgebung bestimmt. Des Weiteren wird eine Verschiebung der Besteuerung vom Einkommen, Kapital und Produktion hin zu Steuern auf den Konsum von natürlichen Ressourcen (hauptsächlich Land) propagiert. So sollte eine Einheitssteuer auf den Bodenwert (englisch single tax) eingeführt werden. Nachdem der Bodenwert zu einem großen Teil durch Regierungsmaßnahmen oder durch Versorgungseinrichtungen für die Bevölkerung bestimmt worden ist, sei die Erhebung der Bodenwertabgabe die natürlichste Form einer Steuer. Dies unterbinde Spekulationen und Land werde nur noch produktiv genutzt, statt auf Vorrat gekauft zu werden. Reines, unbenutztes Land erzeuge somit keinen Gewinn mehr und werde günstiger und besser verfügbar. Natürliche Ressourcen seien somit einfacher zugänglich, und die Bevölkerung sei weniger auf Arbeitgeber angewiesen, da niemand für weniger arbeiten werde, als er selbst unabhängig erwirtschaften könne.
Zu beachten ist, dass George ein absoluter Gegner der sozialistischen Ideen war, insbesondere der marxistischen Ausbeutungstheorie und der Enteignung. Das Recht der Gemeinschaft am Boden müsse nicht das private Recht an Bodenverbesserung und Produktionssteigerung ausschließen. Mit der Gewissheit, die Früchte seiner Arbeit genießen zu können, wird der Mensch den Boden bewirtschaften. Der Besitz des Bodens sei hiervon unabhängig. Der Differentialertrag über die Ernte hinaus soll als Bodenrente der Gemeinschaft zugutekommen. Nicht ganz unerwartet wurde dies von Karl Marx abgelehnt.
Auch Monopole seien häufig die Folge des kumulativen privaten Landbesitzes und anderer Privilegien. Natürliche Monopole, einschließlich der Infrastruktur und dem öffentlichen Transportwesen, sollen vom Staat kontrolliert werden.
Im Konzept der Freiwirtschaft wurde die Landreform-Theorie des Georgismus mit seiner Eigentumssteuer für Landbesitz noch einen Schritt weiter geführt. Land soll hierbei gegen Entschädigung seiner bisherigen Eigentümer in öffentliches Eigentum überführt werden gegen eine wiederkehrende Nutzungsabgabe. Die auf dem Land befindlichen Gebäude und Anlagen würden jedoch Privateigentum bleiben. Dieses vom Georgismus abgeleitete Konzept wurde Freiland genannt.
In neuerer Zeit wird die Besteuerung wesentlich ausgeweitet auf die zusätzliche Besteuerung von z. B. Fischfangquoten, Emissionszertifikate, elektromagnetische Emissionen usw.
George ging von einer Verschlechterung der Böden und der Erträge aus, da durch das Bevölkerungswachstum die Notwendigkeit bestehe, auch schlechter ertragsfähige Böden zu bewirtschaften. Diese Entwicklung trat nicht im erwarteten Extrem ein, da Fortschritte in der chemischen Düngung und der Industrialisierung der Landwirtschaft eine Produktivitätssteigerung mit einer Erhöhung der Bodenerträge bewirkten. Gleichwohl ist die Bodendegradation ein weltweites Problem. Die Schwierigkeit besteht zudem in der Bemessung des Unterschiedsbetrags zwischen dem Ergebnis des natürlichen Bodens und der hinzukommenden Verbesserung, was die gerechte Versteuerung dieses Betrages voraussetzt.

## Auswirkungen

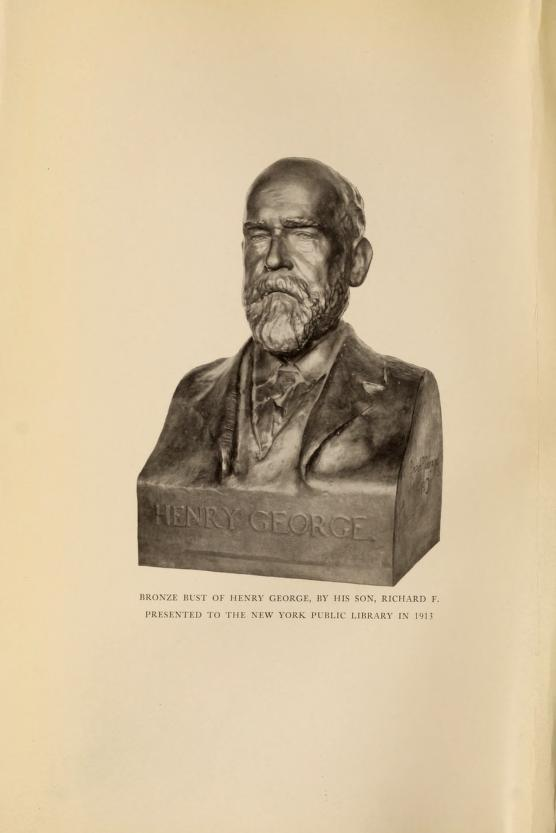
Büste von Henry George in der New York Public Library, 1897

In der Folge wurde der Georgismus von zahlreichen Personen adaptiert und unterschiedlich verfolgt. Hierzu zählen beispielsweise Winston Churchill, Henry Ford, David Lloyd George, Aldous Huxley, Chiang Kai-shek, Douglas MacArthur, Mark Twain, Martin Luther King.
Der Georgismus war zusammen mit dem Mutualismus und dem Individualanarchismus Entwicklungsgrundlage für den Linkslibertarismus.
Wegen seiner Unterstützung für den Georgismus und Henry Georges Kandidatur um das Amt des Bürgermeisters von New York wurde der Sozialreformer und katholische Priester Edward McGlynn vom Erzbischof von New York exkommuniziert. Der Bischof erließ einen Hirtenbrief, in dem er den Georgismus als gegensätzlich zum katholischen Glauben verurteilte und ihn der Verletzung des Rechts auf Privateigentum an Land beschuldigte, eine Reaktion, die kaum verwundert, bedenkt man, dass die katholische Kirche auch einer der größten Landeigentümer weltweit war und ist.
Die britischen Premierminister David Lloyd George und Winston Churchill wollten beide das System der Einheitssteuer einführen, scheiterten jedoch am Widerstand des britischen Adels.
Leo Tolstoi war ein starker Verfechter des Georgismus und griff ihn in seinem Roman Die Auferstehung auf. Der Protagonist Fürst Nechljudow führt eine Einheitssteuer ein und gibt sein Land an die Bauern. Tolstoi sagte zum Georgismus: „Die Menschen streiten sich nicht über die Lehren von Henry George. Sie kennen sie einfach nicht. Wer damit vertraut wird, kann nicht anders als zuzustimmen.“ Romain Rolland schreibt in seiner Biographie: „Es gibt kein anderes Mittel, als die Erde dem Volke, das arbeitet, zurückzugeben. Und zur Lösung dieser Grundfrage beruft sich Tolstoi auf die Lehre Henry Georges und seinen Plan, nur eine einzige Steuer, eine Steuer auf den Grundwert, zu erheben. Dies ist sein ökonomisches Evangelium, auf das er unentwegt zurückgreift und das er sich so zu eigen macht, daß er häufig in seinen eigenen Werken ganze Sätze von Henry George gebraucht.“
Karl Marx, der bis auf die ergänzende Bodensteuer Georges Theorien ablehnte, griff die Ideen scharf an: „Das Ganze ist also einfach ein Versuch, mit dem Sozialismus herausgeputzt, die kapitalistische Herrschaft zu retten und in der Tat auf eine noch breitere Basis als seine jetzige neu zu etablieren.“ Seine Theorien forderte er heraus: „Wie kam es, dass in den Vereinigten Staaten, wo, im Vergleich zum zivilisierten Europa, das Land der großen Masse der Bevölkerung zugänglich war und zu einem gewissen Grad (…) immer noch ist, die kapitalistische Wirtschaft und die entsprechende Versklavung der Arbeiterklasse sich schneller und schamloser entwickelt hat als in jedem anderen Land?“
Der österreichische Ökonom Friedrich August von Hayek interessierte sich durch seinen Enthusiasmus für den Georgismus erst für die Wirtschaftswissenschaften. Mit Verweis auf die Besteuerung der Bodenrenten gab er zu, dass „das Argument für ihre Einführung sehr schlagkräftig wäre“, problematisierte aber, „dass es schwierig sei, zwischen dem von der Natur und dem von der Gesellschaft geschaffenen Wert zu unterscheiden“.
Der Wirtschaftswissenschaftler und Nobelpreisträger Milton Friedman sagte hierzu: „Meiner Meinung nach ist die Grundsteuer auf den unveränderten Landwert die am wenigsten schlechte Steuer, das Argument von Henry George von vor vielen, vielen Jahren“.
Albert Einstein pries Henry George: „Männer wie Henry George sind selten, leider. Man kann sich keine schönere Kombination von intellektueller Schärfe, künstlerischer Form und glühender Liebe zur Gerechtigkeit vorstellen. Jede Zeile ist, als wäre sie für unsere Generation geschrieben. Die Verbreitung dieser Werke ist eine wirklich verdienstvolle Sache, besonders unsere Generation hat viele und wichtige Dinge zu lernen von Henry George.“
Die wichtigsten Vertreter der Bodenreformbewegung in Deutschland waren Michael Flürscheim und Adolf Damaschke. Von 1898 bis 1943 gab es in Deutschland den Deutschen Bund für Bodenreform als Teil der internationalen Single-tax-Bewegung von Henry George.
In den USA gab es mehrere Gemeinden, die zur Umsetzung der Prinzipien des Georgismus gegründet wurden. Dazu zählen die heute noch bestehenden Gemeinden Arden (Delaware) zusammen mit Ardencroft und Ardentown, Fairhope (Alabama) und Free Acres, New Jersey. Das ehemalige deutsche Pachtgebiet und Protektorat im Kaiserreich China Kiautschou setzte das Prinzip des Georgismus vollständig um und hatte als einzige Einnahmequelle die Landwertsteuer von 6 Prozent. Der Grund für die Einführung dieses Steuersystems lag in den durch Bodenspekulationen verursachten wirtschaftlichen Problemen der afrikanischen Kolonien. Solche Spekulationen konnten durch diese Steuer komplett verhindert werden. Das Steuersystem brachte dem Schutzgebiet sehr schnell Wohlstand und finanzielle Stabilität. Es bestand bis zum Ende der Kolonie im Ersten Weltkrieg durch Besatzung von Briten und Japanern. Die Kolonie war das einzige Teilstaatsgebiet, das sich ausschließlich auf die Einheitssteuer auf den Landwert stützte, und dient als akademische Fallstudie über die Durchführbarkeit eines solchen Steuersystems.
Sogar das Spiel Monopoly mit seinem Vorläufer The Landlord’s Game basiert auf den Ideen des Georgismus, die die Erfinderin des Spieles damit verbreiten wollte.
Trotz des großen und bis heute bestehenden Einflusses und seiner hohen Bedeutung für das Wirtschafts- und Steuersystem geriet der Georgismus als Ausgangspunkt heutiger Systeme mit seinen Kernforderungen mit der Zeit etwas in den Hintergrund. Wesentlich dafür war die Entspannung in den sozialen Fragen im 20. Jahrhundert, die steigende Staatsquote mit hoher Steuerlast, zwei Weltkriege und die Teilung der Welt im Kalten Krieg, die im Westen zur Ablehnung von Ideen führten, die Anknüpfungspunkte an den Sozialismus befürchten ließen.
Ein moderner Vertreter ist beispielsweise Mason Gaffney, der die im englischsprachigen Raum als „Geoklassik“ bekannte und auf Henry George zurückgehende Denkrichtung „wohl wie kein anderen (akademischer) Ökonom weiterentwickelt und geprägt“.

## Literatur

Science of political economy, 1898